# Ломброзо
Ломброзо (Лумброзо) — сефардская фамилия, встречающаяся среди евреев в  Алжире, Тунисе, Италии, французском Марселе и в Крыму среди крымчаков. Фамилия эта дала ряд выдающихся еврейских деятелей; большинство называют себя Лумброзо.
- Лумброзо, Исаак (1680—1752) — главный раввин Туниса и талмудист.
- Ломброзо, Паола[итал.] (1871—1954) — итальянская писательница, дочь Чезаре Ломброзо.
- Ломброзо, Чезаре (1835—1909) — итальянский психиатр, родоначальник антропологического направления в криминологии и уголовном праве.
- Лумброзо, Якоб (?—1665/1666) — португальский путешественник; первый еврей, навсегда поселившийся в Новом Свете.